# Nord bei Nordwest – Kobold Nr. Vier
Nord bei Nordwest – Kobold Nr. Vier ist ein deutscher Fernsehfilm aus dem Jahr 2023. Es handelt sich um die zweiundzwanzigste Folge der ARD-Kriminalfilmreihe Nord bei Nordwest mit Hinnerk Schönemann, Jana Klinge und Marleen Lohse in den Hauptrollen. Regie führte Steffi Doehlemann, das Drehbuch stammt von Holger Karsten Schmidt.

## Handlung
Die zwölfjährige Waise Paula ist in Gefahr, weil sie unfreiwillig Augenzeugin eines Massakers wurde. Ein als zwei Radfahrer getarntes Killerpärchen hat in einem Landhaus ein Blutbad angerichtet. Zwar können zwei der Opfer zunächst fliehen, dann aber letztendlich doch nicht entkommen.
Als Hauke und Hannah kurz darauf die Ermordeten finden, trägt eine der beiden Frauen einen Zettel bei sich, auf dem „Kobold Nr. Vier“ steht. Da es sonst keine Anhaltspunkte gibt, stehen Hauke und Hannah vor einem Rätsel. Paula traut sich unterdessen nicht, zur Polizei zu gehen, weil sich die Mörder als Polizisten ausgegeben hatten. Unter den vier Opfern befindet sich der Leiter des Zeugenschutzprogramms Simon Rost, der seinerzeit Hauke Jacobs in Schwanitz untergebracht hatte. Jacobs war mit ihm befreundet, sodass ihn sein Tod emotional stark mitnimmt. Schließlich hatte Rost ihm damals das Leben gerettet, was hier nun leider nicht gelungen ist. Er ist sich sicher, dass der Hinweis „Kobold Nr. Vier“ ihm etwas sagen soll.
Da das Killerpärchen das Mädchen hatte wegrennen sehen, wollen sie Schwanitz nicht verlassen, bis sie auch Paula zum Schweigen gebracht haben. Als Julia Mann und Björn Rasmus mieten sie sich in der Pension „Ahab“ ein. Zu ihrer Unterstützung trifft aus Hamburg Eva Wendt-Diedrichshagen am Tatort ein und gibt sich ebenfalls als Polizistin aus. Angeblich war sie von diesem Zeugenschutzprogramm unterrichtet, was Jacobs misstrauisch macht. Er ist sich sicher, dass außer Rost niemand involviert gewesen ist. Durch einen Hinweis von Rosts Lebensgefährtin begibt Jacobs sich in ein kleines Museum, welches Rost in seinem letzten Urlaub besucht hatte. Dort gibt es tatsächlich Kobolde aus Holz in einem Regal. Der Kobold Nr. 4 in der Reihe hat den Namen „Doppelter Beckmann“, was Jacobs aber nicht viel weiter hilft. Markant ist lediglich, dass ihm die linke Pupille fehlt.
Derweil hat das Killerpärchen die Spur zu Paula aufgenommen. Unter einem Vorwand verschaffen sie sich Zutritt zu dem Kinderheim, aber das Mädchen ist auf der Hut und kann sich zunächst verstecken und dann fliehen. Sie eilt bis in den Ort und sucht in der Tierarztpraxis Schutz. Angesichts der Bedrohung bleibt Jule Christiansen mit dem Mädchen nicht im Gebäude, sondern flieht mit ihr auf dem Motorrad. Mehmet Ösker, der gerade ein Praktikum in der Tierarztpraxis absolviert, stellt sich mutig dem Pärchen entgegen. Durch einen abgelenkten Schuss stirbt Björn Rasmus am Ende durch seine eigene Kugel, während seine Komplizin die Flüchtigen verfolgt, deren Spur aber verliert. Unter dem Vorwand ihr helfen zu wollen, wird sie von Wendt-Diedrichshagen kontaktiert und kurzerhand erschossen, um sie als Zeugin zu beseitigen.
Jacobs, wieder zurück in Schwanitz, versucht das Rätsel der fehlenden Pupille des Kobolds zu lösen. Gemeinsam mit seiner Kollegin Wagner untersucht er den i-Punkt auf dem Zettel und sie erkennen mikroskopisch kleine Dokumentenkopien mit Namenslisten korrupter Polizisten. Offensichtlich hatte die Kronzeugin Beweise gegen dieses Netzwerk gesammelt und wurde deshalb in Zeugenschutz genommen. Bei den Namen stand Wendt-Diedrichshagen ganz oben auf der Liste und so wird sie von Jacobs und Wagner festgenommen, noch bevor sie Schwanitz verlassen kann.

## Hintergrund
Nord bei Nordwest – Kobold Nr. Vier wurde vom 17. Mai bis zum 17. Juni 2023 in Travemünde mitsamt der Halbinsel Priwall, auf der Insel Fehmarn sowie in Hamburg und Umgebung gedreht.

## Rezeption

### Einschaltquote
Die Erstausstrahlung von Nord bei Nordwest – Kobold Nr. Vier am 4. Januar 2024 im Ersten erreichte 7,58 Millionen Zuschauer und damit einen Marktanteil von 27,1 Prozent.

### Kritik
Rainer Tittelbach von tittelbach.tv schrieb in seiner Rezension: „Auch in der 21. Episode erlaubt sich die erfolgreiche ARD-Reihe 'Nord bei Nordwest' keine Durchhänger. Leicht ironisierte Genre-Gewalt bricht in den geruhsamen norddeutschen (Beziehungs-)Alltag ein. Dieses Grundprinzip der von Grimme-Preisträger Holger Karsten Schmidt erfundenen Reihe wird in 'Kobold Nr. vier' besonders tonlagenreich variiert.“
Heike Hupertz schrieb auf faz.net: „Leichenbittermiene und hanebüchene Witzigkeiten; ständiger Tonlagenwechsel zwischen Baller- und Grübelkrimi; pastorale Landschaftsmalerei und Bestattergroteske – Holger Karsten Schmidt fügt als ausgewiesener Krimigenreprofi auf den ersten Blick gänzlich unverträgliche Zutaten zu einer ansehnlichen Sache, und das schon fast zweidutzendmal erfolgreich. Dass das gelingt, liegt vor allem am Stammpersonal, an Charakteren, die einem schon nach wenigen Szenen nicht mehr egal sind.“
Oliver Armknecht von film-rezensionen.de meinte: „Business as usual. Bei ‚Nord bei Nordwest: Kobold Nr. Vier‘ werden wieder laute alte Ideen wiederholt, wenn ein Killer-Duo eine Zeugin tötet und nun eine andere jagt. Die Geschichte hat nicht viel zu bieten, die Humorversuche hinterlassen wenig Eindruck. Schlecht ist der Krimi zwar nicht, dafür aber ziemlich überflüssig.“ „Dennoch darf man sich da immer fragen, warum überhaupt noch neue Teile gedreht werden, wenn man sowieso nichts mehr zu erzählen hat und eine Wiederholung der früheren Filme ausreichen würde.“
Bei Prisma.de wertete Martina Maier: „Die Schwanitzer Dorfpolizisten […] tappen auch nach dem Fund der Leichen aus dem Haus eine Weile vollkommen im Dunkeln, denn hier ist nichts, wie es scheint, was der Zuschauer schon lange vor den Ermittlern weiß. Interessant ist dabei das Spiel mit Kontrasten, das sich von Beginn an durch den Film zieht.“ „Es macht Spaß, Hauke, der so viel denkt und so wenig sagt, beim allmählichen Verstehen zuzusehen.“